# مدیریت کشتی
مدیریت کشتی (انگلیسی: Ship management) به تیمی مدیریتی اطلاق می‌شود، که وظیفه مدیریت خدمه و تعمیر و نگهداری تجهیزات کشتی را برعهده دارد. هنگامی که یک کشتی برای واردات و صادرات کالا خریداری می‌شود، تیم مدیریت کشتی موظف است، که کلیه تجهیزات کشتی را نگهداری و خدمه را برنامه‌ریزی نماید. وظیفه تیم مدیریت ارائه پشتیبانی از سوی مالک یا اجاره کشتی می‌باشد. اغلب شرکت‌های مدیریت کشتی، وظیفه مدیریت خدمه را به مالکین کشتی‌ها یا اپراتورهای آنها ارائه می‌دهند. هنگامی که کشتی از کارخانه کشتی‌سازی خارج می‌شود، شرکت مدیریت آن را تحویل می‌گیرد و تا پایان عمر کشتی، از سوی مالک، وظیفه پشتیبانی فنی را انجام می‌دهد.